# Juan Padrós Rubió
Juan Padrós Rubió (ur. 1 grudnia 1869, zm. 11 maja 1932) - jeden z założycieli oraz późniejszy pierwszy oficjalny, po Juliánie Palaciosie, prezes klubu piłkarskiego Real Madryt, powołanym po jego założeniu w roku 1902. Funkcję pełnił od 6 marca 1902 r. do 1 stycznia1904 r. Jego następcą był jego brat, Carlos Padrós Rubió.
Przybył do Madrytu w 1886 r. w wieku 16 lat. Wraz z bratem Carlosem prowadzili rodzinny biznes, jakim był butik o nazwie Al Capricho.